# Юрта
Юртата е преносимо жилище, вид палатка от филц, използвана от азиатските номадски народи. Юртата се сглобява и разглобява лесно, удобна е за пренасяне, непромокаема е при дъждове и предпазва от есенните ветрове. През горещите летни дни във вътрешността ѝ е прохладно.
Юртата представлява кръгла дървена конструкция, покрита с кече. Филцът се изработва от вълната на местните овце. След като се разглоби, отделните части се пренасят с камили, якове, магарета на новото място.

## Етимология
Думата има тюркски произход и се отнася за следата, която остава юртата върху земята, след като се премести. Терминът започва да се отнася за физическото жилище едва в другите езици. В съвременния турски език думата (yurt) е синоним за „родина“ или „обща спалня“. На монголски юртата се нарича „гер“ (на монголски: гэр) и се превежда просто като „дом“. На башкирски и татарски думата за юрта е „тирме“ (тирмә).

## История
Юртите са отличителна черта на живота в Централна Азия в продължение на поне 3000 години. Първото писмено описание на юрта, която се използва като жилище, е от древногръцкия историк Херодот. Той описва юртообразни палатки, които се използват за жилище от скитите, номадска нация, която живее по северното Черноморие и Централна Азия от около 600 г. пр. н. е. до 300 г. от н. е.
Възможно е прототипът на юртата в късната бронзова епоха (12 – 9 век пр. н. е.) да е бил жилище на населението на Андроновската култура. Най-старите визуални изображения на юрта са намерени върху погребални статуетки от средата на първото хилядолетие от н. е. в Северен Китай.

## Конструкция
Традиционните юрти са съставени от разширяваща се дървена кръгла рамка, поддържаща филцово покритие. Филцът се прави от овча вълна. Дървото за външната постройка не може да се набавя от степите и затова се добива от долините в ниските части.
Рамката е съставена от една или повече разширяващи се решетъчни стенни секции, рамка на врата, огънати покривни греди и корона. Монголската юрта има една или повече колони, поддържащи короната и прави покривни греди. Самоподдържащата се дървена рамка се покрива с филц. В зависимост от наличността, филцът се покрива допълнително с платна. Рамката се сглобява с едно или повече въжета. Постройката се държи под натиска на тежестта на покритието, понякога подпомагана с голяма тежест, висяща от центъра на покрива. Юртите се различават по размер и тегло. Предоставят необичайно добра изолация и защита от външния студ и се подменят лесно, за да се поддържат хладни през лятото.
Юртата е проектирана така, че да може да бъде разглобена на части и да се пренасят компактно с камила или як, за да бъде сглобена отново на друго място. Пълното ѝ сглобяване отнема около 2 часа.
- Начало на сглобяването на монголска юрта (гер). Започва се със стените и вратата.
- Полагане на покривните греди.
- Гредите са положени.
- Поставяне на тънкото вътрешно покритие на покрива.
- Добавяне на фелцово покритие.
- Поставяне на външното покритие.
- Готова юрта в покрайнините на град Мандалгови, Монголия.

## Декорация и символизъм
Традиционната декорация в юртата се основава на определени модели. Моделите не се избират според вкуса, а произхождат от свещени орнаменти, носещи символизъм. Най-често се срещат символите на силата, както и стилизирани образи на петте елемента (огън, вода, земя, метал, дърво). Такива символи често се използват в юртите с надеждата, че те ще донесат сила и защита.
Често използвани са и геометричните модели. Най-разпространени са непрекъснатите мотиви, които се поставят по ръбовете и символизират безгранична сила и постоянно движение. Други шарки символизират дългия живот и щастието. Самите геометрични модели могат да се срещат не само върху самата юрта, но и върху бродерията, мебелите, книгите, дрехите, вратите и други предмети.
Дървената корона на юртата също представлява символ в много централноазиатски култури. В старите казахски общества, юртата може често да се поправя или престроява, но короната трябва да остане непокътната, бидейки предавана от баща на син. Възрастта на фамилията или наследството може да се измери чрез натрупаните петна върху короната, напластявани от множеството години, през които е минавал пушек през короната. Стилизирана версия на короната може да се види в центъра на националния герб на Казахстан, както и върху знамето на Киргизстан.
В днешно време юртата се счита за национален символ сред много централноазиатски групи и като такъв, юртата може да се използва като кафене (особено такова, предлагащо традиционна кухня), музей (особено такъв, касаещ националната култура) и магазин за сувенири. Правителството на Туркменистан е построило в град Мари най-голямата юрта на света от бетон, гранит, алуминий и стъкло. Постройката е открита на 27 ноември 2015 г., има височина от 35 m и диаметър от 70 m и е посветена на това, че градът става културна столица на тюркския свят същата година. Триетажната сграда разполага с кафене, офиси, ВИП апартаменти и голяма аудитория с 3000 места.